# Cine de Albania
El cine de Albania comprende el arte del cine y películas creativas realizadas dentro de la nación de Albania o por cineastas albaneses en el extranjero. La creación de cine en el país comenzó a partir de 1912, cuando Albania se independizó del Imperio Otomano y comenzó a desarrollarse una cultura e industria cinematográfica en albanés.

## Historia

### Orígenes del cine albanés
La primera exhibición pública que ocurrió en Albania, y que pueda considerarse como antecedente del cine en el país, fue un título poco conocido, Paddy el fiable, una historia cómica que detallaba los acontecimientos después de la vida de un hombre que estaba tan distraído por asuntos triviales que no pudo asistir a su propio funeral. Estas proyecciones se mostraron en las ciudades de Shkodër y Korçë y eran cintas extranjeras. Las primeras películas eran, en su mayoría, documentales albaneses y la primera película trataba sobre el Congreso de Monastir que sancionó el alfabeto albanés en 1908.

### Período comunista
Después de la Segunda Guerra Mundial, el gobierno comunista que permaneció en Albania fundó el Instituto de Cine de Albania en 1945, que se convirtió en Kinostudio Shqipëria e Re en 1952. Esto fue seguido por la primera película épica de Albania, Skënderbeu, una colaboración con artistas soviéticos que relata la vida y la lucha del héroe nacional albanés Skanderbeg. La película ganó un premio del Festival de Cine de Cannes. Otras dos películas conocidas de la época son Fëmijët e saj («Sus hijos») y Tana. Esta última es conocida como la primera película de Albania y también la primera película que tiene una escena de beso en la historia del cine albanés.
En la década de 1960 las películas se concentraron, sobre todo, en el tema de la ocupación albanesa de la Segunda Guerra Mundial por los ejércitos italiano y alemán y la lucha por la liberación. Las películas tenían una fuerte connotación positiva hacia los partisanos comunistas y una mala imagen hacia las fuerzas de la Balli Kombëtar, por lo que se considera un buen ejercicio de propaganda estatal. Algunos de los directores de la época eran Dhimitër Anagnosti, Viktor Gjika, Gëzim Erebara y Piro Milkani.